# Aberrant
Aberrant é um RPG criado em 1999 pela White Wolf Game Studio, ambientado em um mundo onde humanos com superpoderes começaram a aparecer em 1998. O jogo é o segundo de uma série na linha do tempo do Universo Trinity, cronologicamente situado cerca de 90 anos depois de Adventure! e mais de um século antes de Trinity/Aeon. Os personagens dos jogadores são meta-humanos (chamados de "Novas") nada comuns que estão se adaptando ao mundo comum, além de lidar com a reação das pessoas ao surgimento deles. Em 2002 o jogo original de Aberrant foi descontinuado, mas em 2004 uma versão em sistema d20 foi lançada. Recentemente a Onyx Path Publishing comprou os direitos do Universo Trinity e lançou uma nova edição do jogo em 2021, com o título Trinity Continuum: Aberrant.

## Cenário
Aberrant é o segundo jogo do Universo Trinity, sendo Trinity o primeiro e Adventure! o terceiro. Trinity detalha o futuro dos Novas, ao longo de 60 anos, enquanto Adventure! mostrar o início desse cenário nos anos 1920.
Diferente dos outros jogos da mesma editora, Aberrant não tem nenhuma classe de personagens ou castas. Fora isso, muitas coisas são iguais aos jogos da White Wolf, como por exemplo abandonar a ideia tradicional de “heróis vs. vilões”.

### Poderes
Em Aberrant, os superpoderes de um indivíduo vêm das suas habilidades em manipular energia no nível subatômico "quântico". Já que as pessoas que podem fazer isso não entendem perfeitamente de mecânica quântica, seus poderem são limitados pela sua subconsciência e geralmente seguem um "padrão" ou um "foco" específico. Por exemplo, todos os poderes do Nova chamado Anteus estão relacionados com a natureza, ele pode se teletransportar entrando em uma árvore e saindo em outra do mesmo tipo em outro lugar, criar novas espécies de animais ou alterar o curso normal da vida de plantas e animais. Todos os seus poderes seguem o seu foco em natureza. Outros Novas podem ter seu foco em plasma, fogo, água, mudança de forma ou invulnerabilidade.

### Mancha
A Mancha ("Taint", em inglês) são os efeitos colaterais que os Novas sofrem por canalizarem grandes quantidade de energia. Esse lado não-humano da manipulação quântica em níveis muito altos pode causar degenerações físicas ou mentais. Esses defeitos podem variar, como por exemplo, um tentáculo crescendo na barriga, desordens sociopatas, cabelos de chamas, pele feita de outras matérias (como borracha), um poder "sempre ativado", megalomania ou emissão de radiação contínua.

### Facções
A trama principal do jogo gira entorno das interações entre as facções, que na sua maioria é formada por agentes Novas. As mais importantes são:
- Projeto Utopia ("Project Utopia", em inglês), uma organização aparentemente altruísta que promove a cooperação entre os Novas e os humanos para construir um mundo perfeito. Eles têm a aprovação da ONU para lidar com os Novas. Também estão ligados a organização Aeon Trinity, que ganha mais destaque em Trinity e é mais detalhada em Adventure!.
- Projeto Proteu ("Project Proteus", em inglês), grupo que tem o "trabalho sujo" de manter os Novas na linha. O GM tem a liberdade de escolher como isso pode acontecer. Eles podem ser, por exemplo, responsáveis por executar os Novas que ficaram muito poderosos e se tornaram uma ameaça de verdade ao planeta, ou eles estão criando uma conspiração para esterilizar os Novas e matá-los.
- Os Teragenos ("The Teragen", em inglês), um grupo de Novas que compartilham a mesma filosofia chamada Teras (do grego, "monstro"). Nessa filosofia eles acreditam e aceitam a sua evolução, e por isso se declaram superiores aos humanos. Embora o mundo os veja como um único grupo, eles são na verdade uma aliança de vários grupos unidos pela mesma filosofia e por uma enigmática inspiração, Divis Mal. Eles declaram que os Novas só podem ser julgados pelos da mesma espécie, deixando-os livres das leis humanas.
- Os Aberrantes ("The Aberrants", em inglês), um grupo que busca evidências de corrupção dentro do Projeto Utopia. Mesmo sendo uma pequena facção, eles são levados muito a sério pelo Projeto Utopia.
- Os Diretivos ("The Directive", em inglês), uma organização de inteligência controlada pelos governos da Rússia, Reino Unido, Alemanha, Japão e Estados Unidos.

Existem vários outros grupos, cada um deles com objetivos mais específicos. Os jogadores podem escolher entre umas das facções acima, trabalhar para uma corporação específica ou ser contratados para fazer trabalhos avulsos, geralmente como mercenários.

## Sistema
Aberrant usa uma versão modificada do Sistema Storyteller. O personagem soma os seus atributos e suas habilidades (ou poderes, se for o caso) e lança essa quantidade de dados d10. Todos os dados acima de 7 contam como 1 sucesso. Diferentes tarefas requerem diferentes números de sucessos para serem realizadas. Pilotar um avião pode requerer 1 sucesso, mas pilotar um Boeing 747, com uma ferida fatal, o resto da tripulação morto e sem a pressão hidráulica pode precisar de 5 ou mais sucessos.
Uma diferença em Aberrant é que além dos atributos normais como Destreza, Manipulação e Sabedoria, os Novas têm "Mega Atributos". As pontuações nesses atributos podem ser somadas como dados toda vez que o personagem fizer um lançamento usando um atributo mundano relacionado eles, mas os Mega Atributos são mais poderosos. Cada sucesso usando os dados de Mega Atributos contam como 2 sucessos, e tirar um 10 no dado conta como 3 sucessos. Por outro lado, essa pontuação pode ser usada para reduzir a dificuldade em algumas interações. Em cada turno o jogador pode escolher como usar o seu Mega Atributo, e pode até dividir os pontos entre as duas maneiras.
Os poderes são tratados quase como as habilidades, exceto que eles têm diferentes níveis de poder. Os poderes de nível 1 são mais fracos, enquanto os poderes de nível 6 podem fazer quase tudo (um dos poderes do nível 6 é "Criação de Universo"). Os poderes de níveis baixos são mais baratos para comprar com experiência, já os de níveis altos são mais caros. Os poderes podem variar muito, desde controlar um elemento (fogo, gravidade, entropia, quantum, magnetismo etc.), voar, controle da mente, impermeabilidade, viajar no tempo e teletransporte.

## Links externos
- Site oficial do Onyx Path

1. ↑  MagicJMS (27 de junho de 2022). «An Aberrant Brain». My Hero Brain (em inglês). Consultado em 31 de janeiro de 2023
2. ↑  «Frequently Asked Questions». theonyxpath.com. Consultado em 31 de janeiro de 2023